# Stellar (singolo)
Stellar è un singolo del gruppo musicale statunitense Incubus, pubblicato nel 2000 ed estratto dall'album Make Yourself.

## Tracce
- Singolo USA

1. Stellar (Acoustic)
2. Stellar (Album Version)

## Formazione
- Brandon Boyd – voce
- Mike Einziger – chitarra
- Dirk Lance – basso
- Chris Kilmore – giradischi
- José Pasillas – batteria